# Scytalopus zimmeri
El churrín de Zimmer (Scytalopus zimmeri) es una especie de ave paseriforme perteneciente al numeroso género Scytalopus de la familia Rhinocryptidae. Es endémica de las laderas selváticas del centro-oeste de América del Sur.

## Distribución y hábitat
Se distribuye en las laderas boscosas de los Andes desde el departamento de  Chuquisaca hasta el de Tarija, en Bolivia, así como también lo hace en el extremo noroeste de la Argentina (Salta).
Se asocia a arroyos con rocas que discurren entre parches de alisos y queñoas en los sectores superiores del bosque montano. Los huecos que se forman entre las rocas aluviales son empleados por esta ave para esconderse. Principalmente entre los 1700 y los 3200 m s. n. m. de altitud.

## Taxonomía
Esta especie monotípica fue descrita originalmente como una subespecie por los ornitólogos estadounidenses James Bond y Rodolphe Meyer de Schauensee en el año 1940, bajo el nombre científico de Scytalopus superciliaris zimmeri. Su localidad tipo es: «Padilla, 8200 pies [cerca de 2500 m s. n. m.], Chuquisaca, Bolivia».
Anteriormente era tratada sólo como una subespecie, tanto de Scytalopus magellanicus como de Scytalopus superciliaris; con este último formaría una superespecie.
Su nombre específico rinde honor al ornitólogo estadounidense John Todd Zimmer.